# Larry the Cable Guy
Larry the Cable Guy, pseudonimo di Daniel Lawrence Whitney (Pawnee City, 17 febbraio 1963), è un attore, comico doppiatore ed ex personalità radiofonica statunitense.

## Biografia
È uno dei protagonisti del Blue Collar Comedy Tour, un gruppo di comici di cui fanno parte anche Bill Engvall e Jeff Foxworthy, con il quale ha lavorato in Blue Collar TV.
Larry the Cable Guy ha pubblicato sette album di monologhi, di cui tre sono stati certificati disco d'oro dalla RIAA per la distribuzione di oltre 500 000 copie. Inoltre, Larry the Cable Guy è comparso in tre lungometraggi legati all'attività del Blue Collar Comedy Tour, oltre che nei film Larry the Cable Guy: Health Inspector, Delta Farce e Witless Protection. Ha inoltre doppiato il personaggio di Cricchetto nei film della Disney/Pixar Cars - Motori ruggenti, Cars 2 e Cars 3.
Il 26 gennaio 2010, History Channel ha annunciato di avere in programma una serie con protagonista Larry the Cable Guy, intitolata Only in America with Larry the Cable Guy, nel quale il comico esplora la nazione, immergendosi in differenti stili di vita, lavori ed hobby. Nel 2012 partecipa al film L'acchiappadenti 2.
Figlio unico, dal 2005 è sposato con la radiofonica Cara Whitney, da cui ha avuto due figli, Wyatt (2006) e Reagan (2007)

## Filmografia parziale

### Attore

#### Cinema
- Larry the Cable Guy: Health Inspector, regia di Trent Cooper (2006)
- Delta Farce, regia di C. B. Harding (2007)
- Witless Protection, regia di Charles Robert Carner (2008)
- L'acchiappadenti 2, regia di Alex Zamm (2012)
- Tyler Perry's A Madea Christmas, regia di Tyler Perry (2013)
- La guerra dei papà, regia di Alex Zamm (2014)

#### Televisione
- Blue Collar Comedy Tour: One for the Road, regia di C. B. Harding (2006)
- Larry the Cable Guy's Hula-Palooza..., regia di Ryan Polito (2009)

### Doppiatore
- Cars - Motori ruggenti (Cars), regia di John Lasseter (2006)
- Carl Attrezzi e la luce fantasma (Mater and the Ghostlight), regia di John Lasseter e Dan Scanlon (2006) - cortometraggio
- Cars Toons, regia di John Lasseter (2008) - serie di cortometraggi
- Cars 2, regia di John Lasseter (2011)
- Cars 3, regia di Brian Fee (2017)

## Doppiatori italiani
- Luciano Palermi in L'acchiappadenti 2

Da doppiatore è sostituito da:
- Marco Messeri in Cars - Motori ruggenti, Carl Attrezzi e la luce fantasma, Cars Toons, Cars 2, Cars 3, Cars on the Road